# Autobahnpolizei

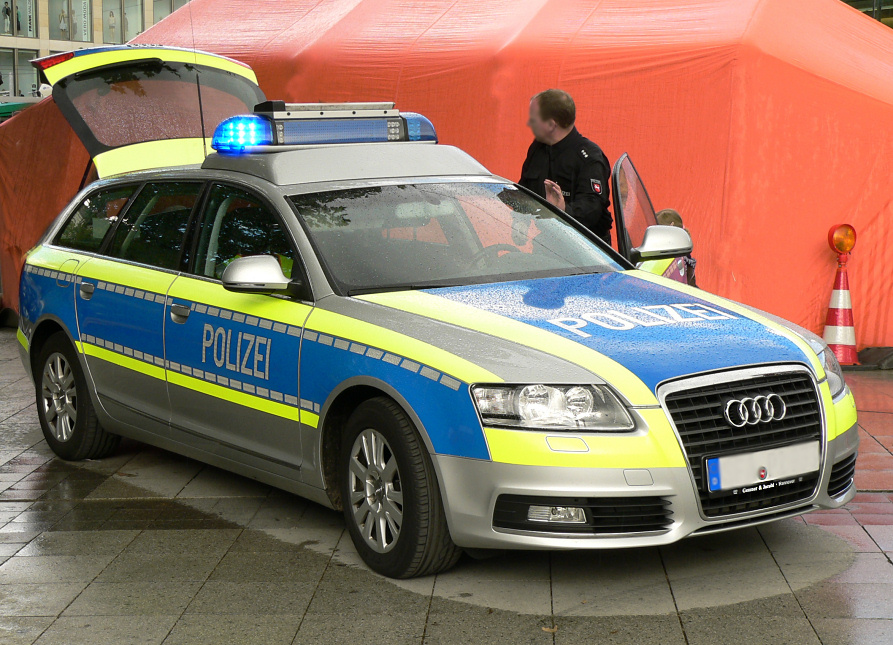
Voiture de lAutobahnpolizei

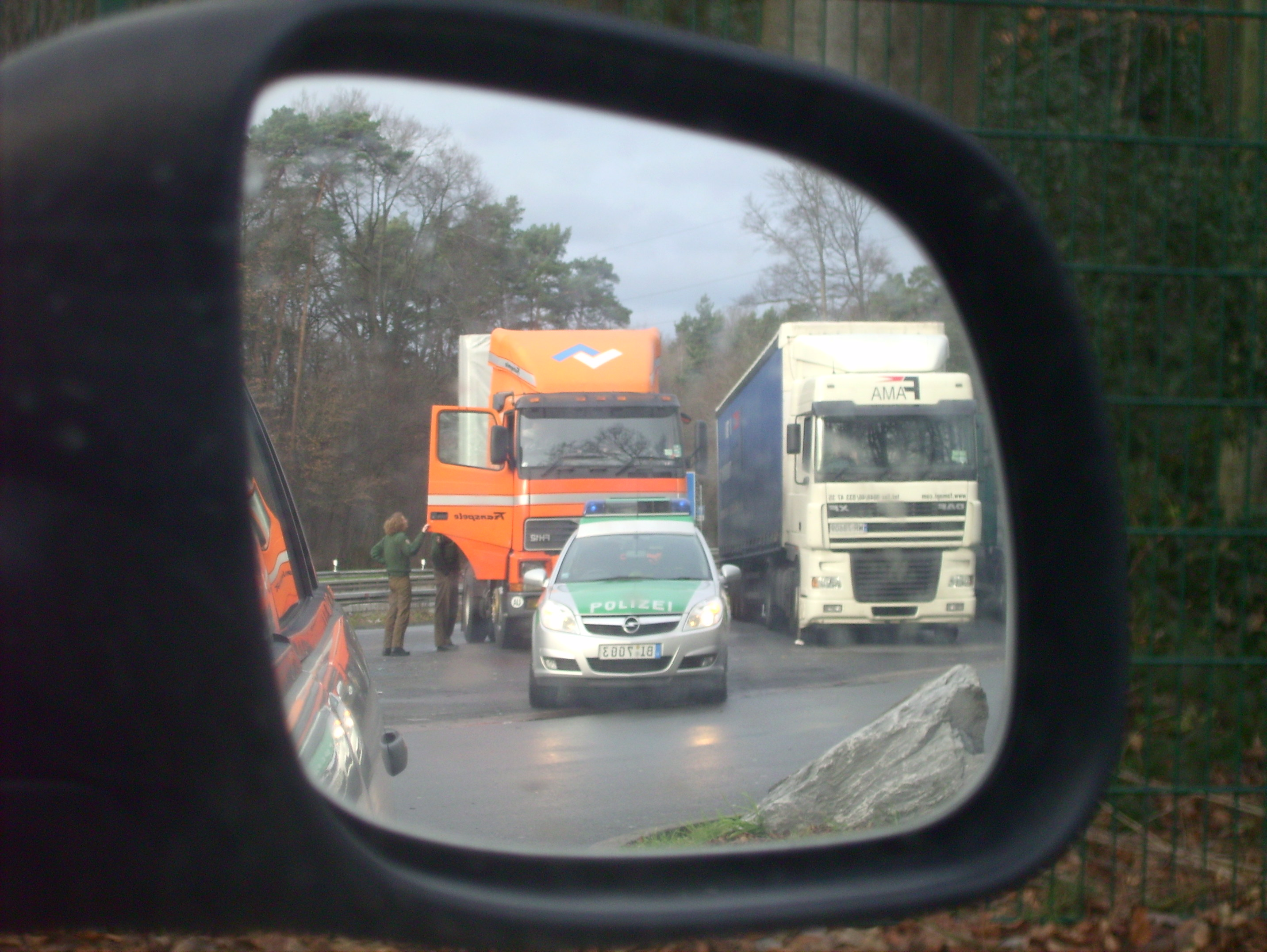
Contrôle des Poids lourds

Pour la série télévisée d'action Cobra Alarm für Cobra 11 - Die Autobahnpolizei, voir Alerte Cobra.
En Allemagne, l'Autobahnpolizei (en français : police des autoroutes) est une section de la police de protection des Polices d'État allemandes et surveille les autoroutes et les routes similaires aux autoroutes. Elle est connue des téléspectateurs francophones à travers la série télévisée d'action Alerte Cobra. Elle aussi connue grâce au jeux Autobahnnpolizei.

## Fonctions et organisation
L'Autobahnpolizei est chargée de la réglementation du trafic, de la prise en compte des accidents de la route, de l’élimination des perturbations de la circulation, de la surveillance et de la protection des embouteillages, la poursuite des infractions à l’ordre public (en allemand : Ordnungswidrigkeit) – en particulier les infractions au code de la route (en allemand : Verkehrsordnungswidrigkeit) – et des faits délictueux sur les autoroutes des différents Länder à l’intérieur de l’Allemagne.
Au sein de la police des autoroutes, il existe des groupes qui s’occupent de tâches spécifiques, telles que la surveillance des transports, le transport routier de marchandises ou la recherche. Il y a des sections qui s'occupent surtout du contrôle du trafic en utilisant des dispositifs de surveillance technique pour contrôler la vitesse et la distance de sécurité des véhicules ; cela se fait aussi avec des voitures civiles.

## Voitures
Par rapport à leurs homologues urbaines, les voitures de patrouille sont souvent équipées de moteurs plus puissants pour obtenir une meilleure accélération et une meilleure vitesse de pointe. Souvent elles sont aussi équipées d'un système de signalisation spéciale.